# Bouton je n'aime pas
Le bouton je n'aime pas (en anglais : dislike) est, sur les réseaux sociaux, l'opposé du j'aime (like).
Incorporé originellement dans le site de partage de vidéos YouTube, il permet de manifester son mécontentement vis-à-vis d'un contenu.

## Historique
En 2011, YouTube ajoute une nouvelle fonctionnalité, le bouton je n'aime pas, permettant à ses utilisateurs de signaler un contenu qui leur déplaît. Très vite, ce bouton s'est répandu sur d'autres réseaux sociaux.
Bien que le bouton j'aime soit très utilisé sur Facebook, ce dernier se refuse à instaurer le « je n'aime pas », préférant à la place mettre un bouton « Grrr » dans des émoticônes d'humeur.

## Critiques
Le bouton je n'aime pas est parfois utilisé de façon abusive, et ne montre pas tant un mécontentement vis-à-vis du contenu qu'une forme de jalousie ou bien une volonté de nuire à l'auteur.
De plus, ce bouton ne traduit qu'un mécontentement sans aucune argumentation, ce qui n'apporte pas de critique constructive permettant une amélioration du contenu.